# Centre national des arts plastiques
Het Centre national des arts plastiques, afgekort Cnap, ook CNAP, is een cultureel instituut in Frankrijk. Het is gevestigd in de Tour Atlantique in La Défense, Parijs.
Het werd op 15 oktober 1982 opgericht door het Franse ministerie van cultuur, ter ondersteuning en bevordering van de beeldende kunst. Ook voert het opdrachten uit op het gebied van het landelijke cultuurbeleid.
In het pand van Cnap worden optredens en exposities getoond van hedendaagse kunst uit Frankrijk. Verder is het centrum een belangrijke medeorganisator van veel kunstexposities in eigen land en daarbuiten, waaronder Monumenta in het Grand Palais en de triënnale La Force de l'art in het Palais de Tokyo, beide te Parijs. Het instituut koopt ook kunstwerken aan en brengt ze onder bij Franse en internationale instellingen, waaronder ambassades en ministeries.
Daarnaast worden opleidingen gegeven aan zowel professionele kunstenaars als amateurs. Het Cnap ondersteunt onderzoek door middel van subsidies en studiebeurzen en biedt professionele en financiële ondersteuning aan beroepsgroepen en instellingen zoals galerieën, uitgevers, kunstcritici en restaurateurs.